# Camiña
Camiña est une commune du Chili située dans la province de Choapa qui fait partie de la région de Tarapacá au nord du Chili. En 2016, sa population s'élevait à 1 278 habitants. La superficie de la commune est de 2 200 km2 (densité de 0,5 hab./km2).